# Titania e Bottom
Titania e Bottom (in inglese: Titania and Bottom) è un dipinto a olio del pittore anglo-svizzero Johann Heinrich Füssli. È datato al 1790 circa ed è esposto al Tate Britain di Londra. Fu commissionato per la galleria Boydell Shakespeare e raffigura una scena dal Sogno di una notte di mezza estate di William Shakespeare.

## Storia
Johann Heinrich Füssli aveva conosciuto le opere teatrali di William Shakespeare quando era uno studente a Zurigo e se ne ispirò per dei dipinti nel corso della sua carriera. Egli divenne famoso per la sua resa dei temi soprannaturali, che davano un fascino speciale al Sogno di una notte di mezza estate, assieme ad opere teatrali come La tempesta, Amleto e Macbeth.
Titania e Bottom fu commissionato dall'editore John Boydell per la galleria Shakespeare. Füssli realizzò anche un grande pendant per la galleria di Boydell, Il risveglio di Titania, che raffigura un momento successivo della stessa scena. Esiste inoltre un terzo dipinto sul tema, ossia Titania e Bottom con la testa d'asino, realizzato tra il 1793 e il 1794. Dal 1887, il primo dipinto fa parte della collezione delle gallerie Tate.

## Descrizione
Il quadro ritrae un momento tratto dalla prima scena del quarto atto dell'opera teatrale scespiriana. Titania, la regina delle fate, è sotto l'influenza di una pozione d'amore, datagli da suo marito Oberon per punirla a causa del suo orgoglio. La pozione l'ha fatta innamorare del tessitore Nick Bottom, che a sua volta è vittima di un incantesimo che ha trasformato la sua testa in quella di un asino. Titania si trova in piedi accanto al Bottom seduto. La sua mano destra è alzata e impugna una bacchetta, mentre la sinistra è poggiata sulla testa dell'asino. Essi sono circondati da un gruppo di creature di dimensioni diverse, chiamate da Titania per occuparsi di Bottom. Un piccolo servitore fatato gratta la testa di Bottom e un altro si trova sulla sua mano, mentre cerca di aiutarlo. Una ragazza a destra ha portato un cestino di piselli secchi. Una donna incappucciata a destra regge un changeling fatto di cera, e a sinistra c'è un gruppo di bambini creato artificialmente dalle streghe.

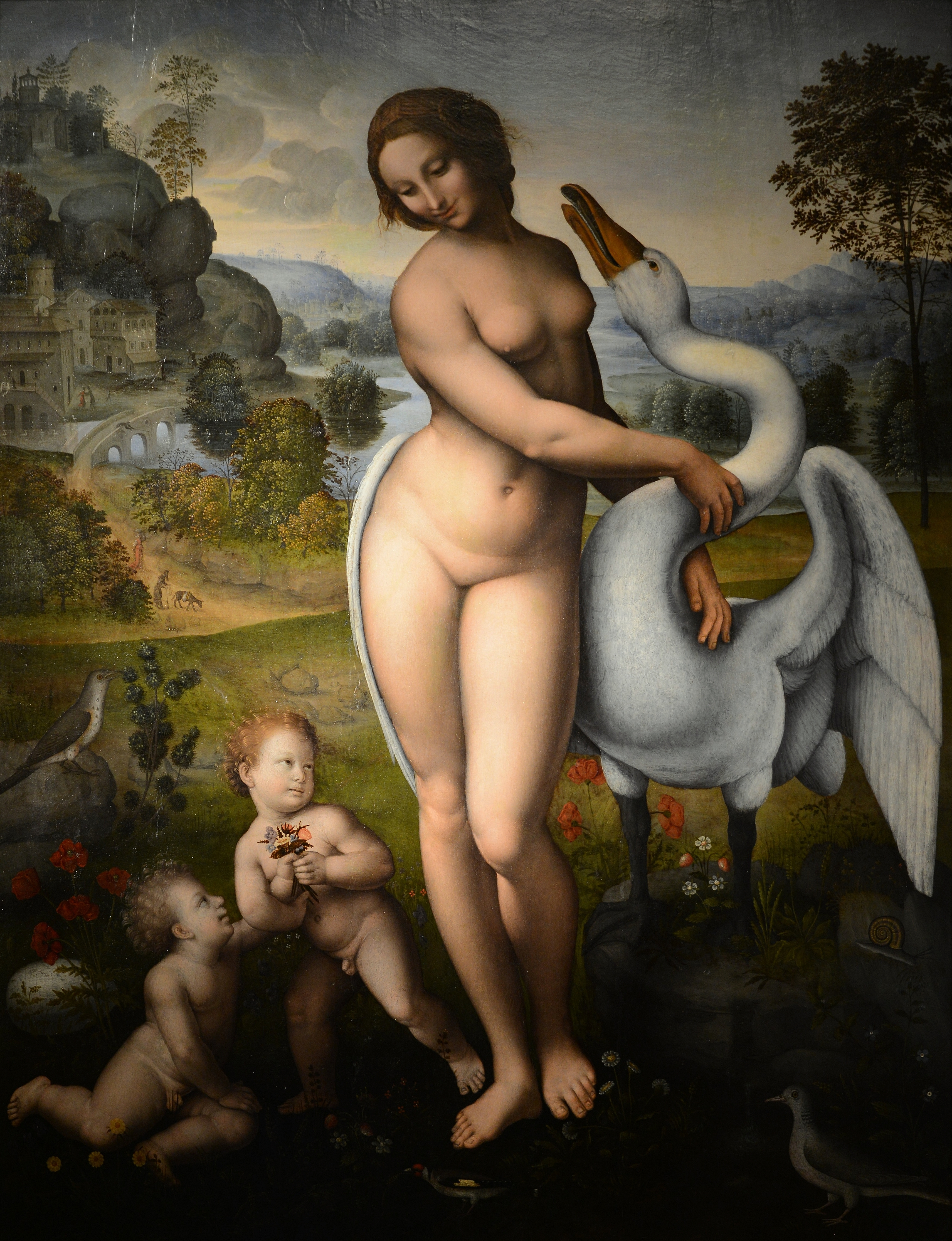
La posa di Titania si rifà alla Leda col cigno di Leonardo da Vinci (qui in una copia alla Galleria Borghese).

La posa seducente di Titania è ripresa dalla Leda col cigno di Leonardo da Vinci (o meglio, da una copia, trattandosi di un'opera perduta). Due fate che si tuffano in dei calici a destra si ispirano a una delle illustrazioni di Sandro Botticelli per il canto XXX del Paradiso, della Divina Commedia. In basso a sinistra c'è una bimba con una testa a farfalla, che segue un tipo di ritratto di bambino sviluppato da Joshua Reynolds, nel quale un bambino che posava con un animale da compagnia ha delle caratteristiche di quell'animale. Una donna a destra richiama la Mangiatrice di ostriche sessualmente allusiva di Jan Steen, ma invece di offrire un'ostrica la donna tiene un piccolo vecchio al guinzaglio, insinuando una dominazione sessuale femminile. Come Il risveglio di Titania, anche questo quadro riprende delle figure dalle opere del pittore neerlandese Abraham Bloemaert.

## Galleria d'immagini

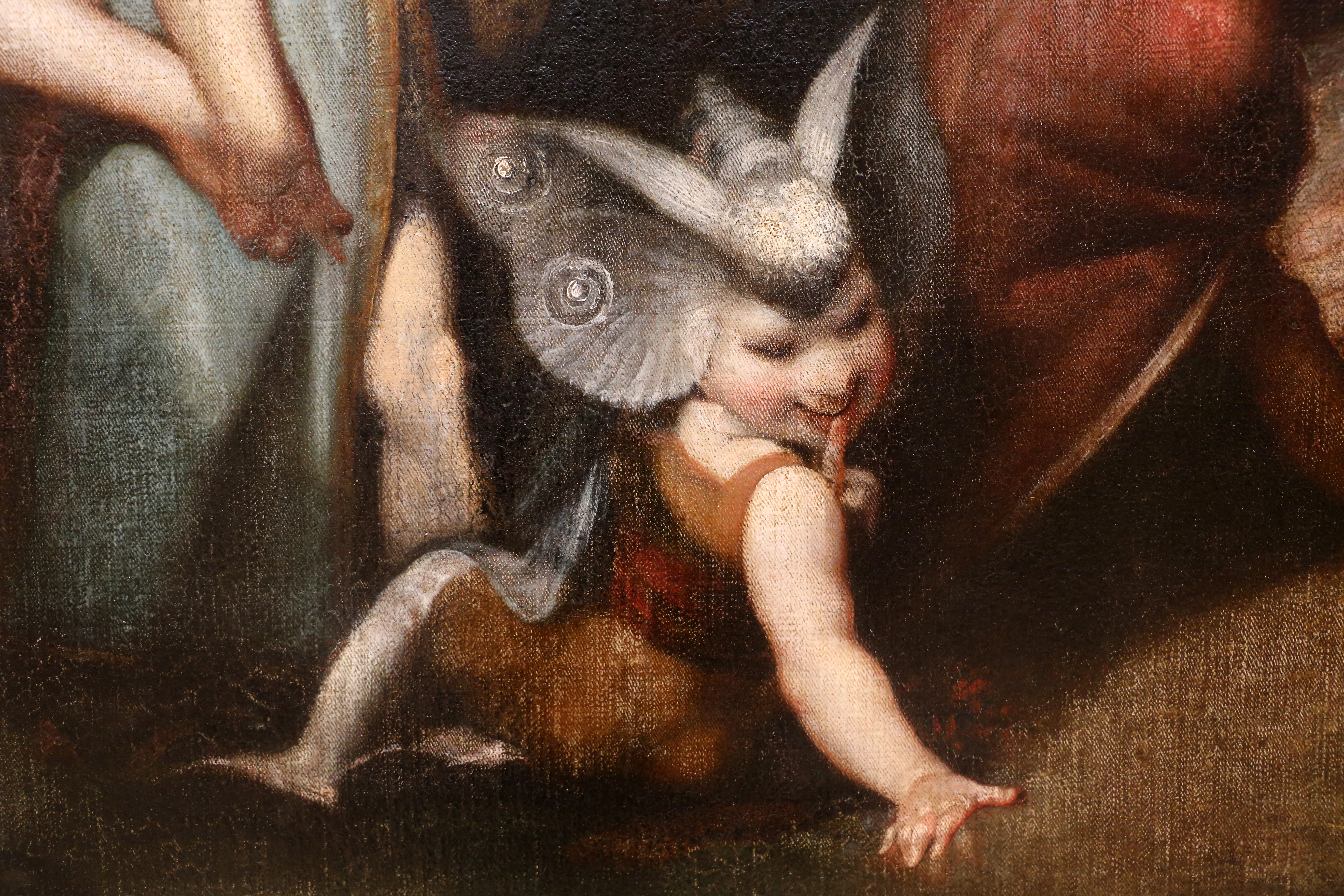
Dettaglio della bimba-farfalla.
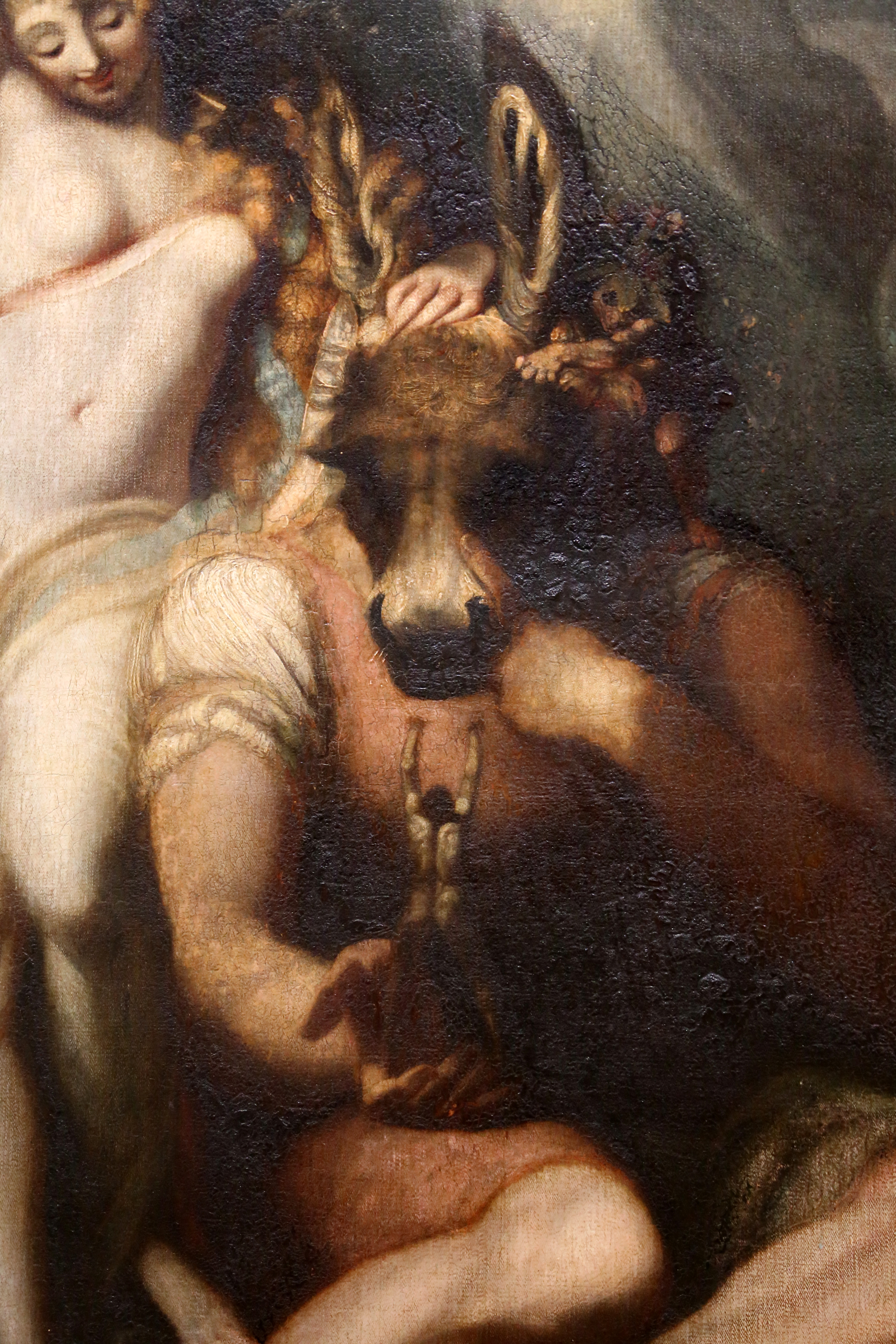
Dettaglio di Nick Bottom e di due spiritelli.
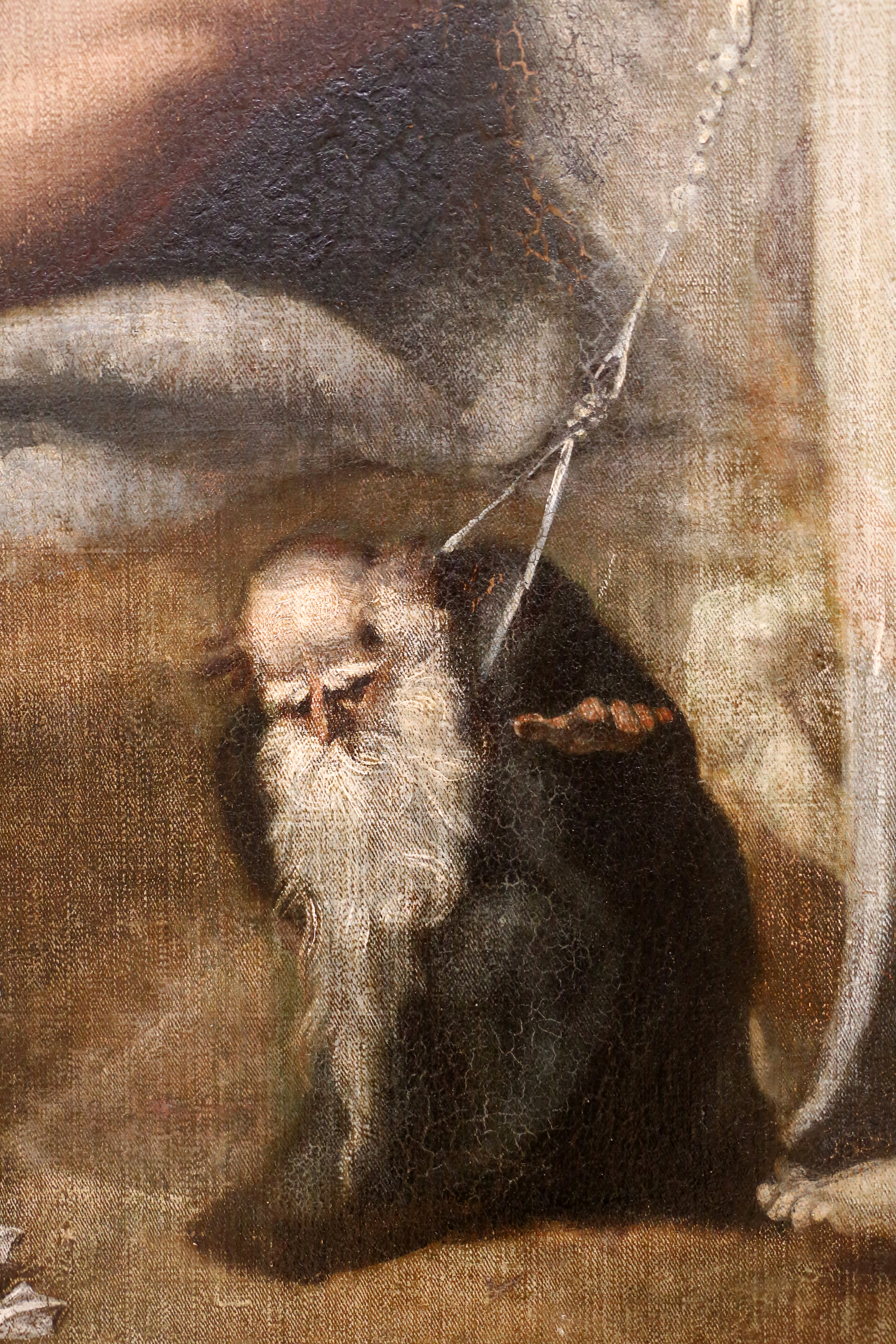
Dettaglio del vecchio al guinzaglio.
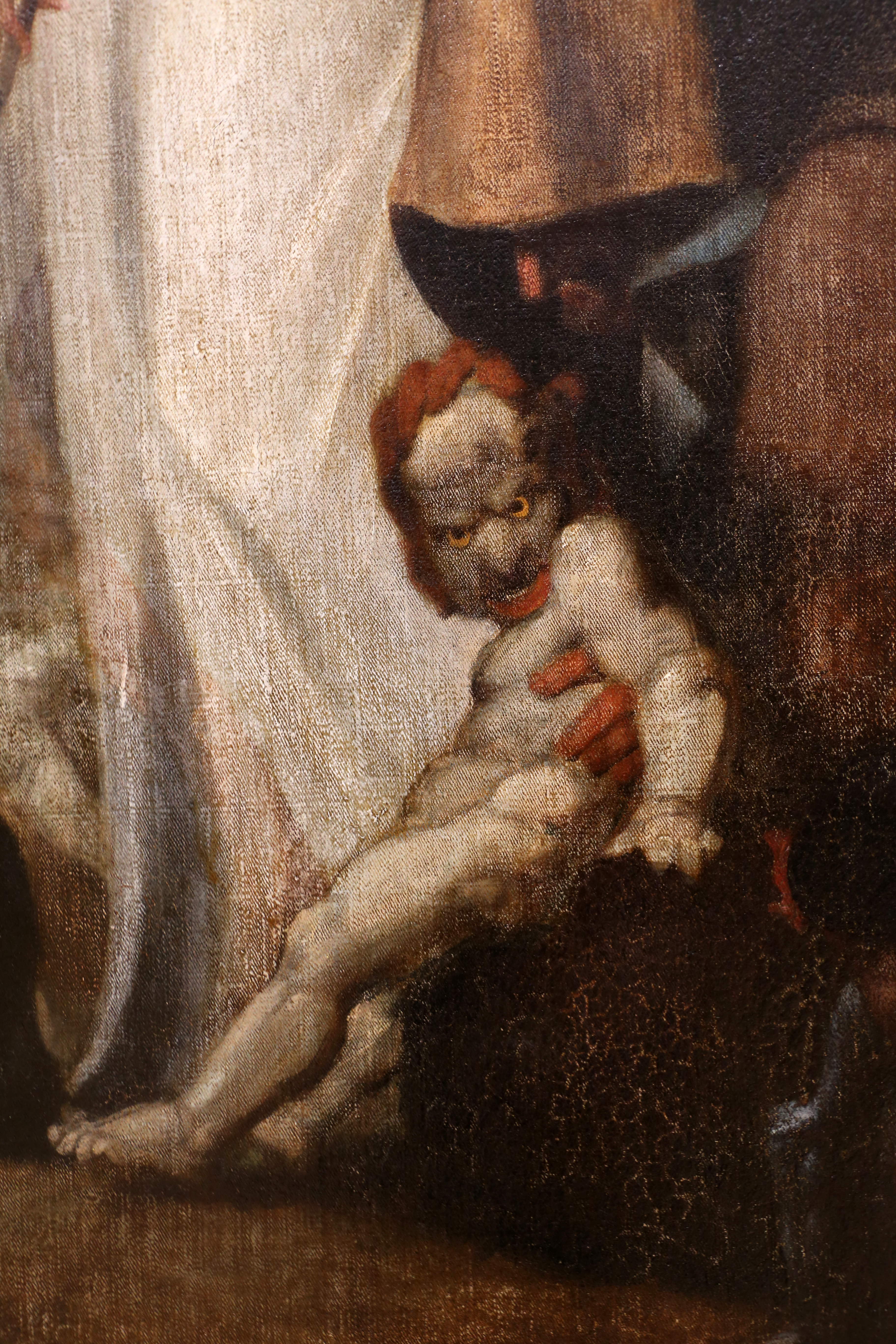
Dettaglio del changeling.